# Luther Perkins
Luther Monroe Perkins, född den 8 januari 1928 i Memphis, Tennessee, USA, död 5 augusti 1968 i Nashville, var en amerikansk stilbildande gitarrist inom countrymusiken. Perkins anses ha haft en avgörande roll i utvecklingen av Johnny Cashs "boom-chicka-boom-sound".
Luther Perkins och hans basspelande vän Marshall Grant arbetade som bilmekaniker vid en Chevrolet-verkstad i Memphis när de träffade Johnny Cash. De tre sökte snart upp Sam Phillips på Sun Studios i Memphis. Väl kontrakterade av Phillips, som gjorde vokalisten Cash till frontfigur, marknadsfördes de som Johnny Cash and The Tennessee Two. En av deras tidiga inspelningar var "Luther Played the Boogie" från 1955, som handlade om Perkins gitarrspelande. De tre uppträdde tillsammans fram till 1968 (från 1960 kompletterade av trummisen W.S. Holland, då man bytte namn till Tennessee Three), då Perkins avled i en husbrand, troligen orsakad av sängrökning. Bob Wootton ersatte honom i Tennesse Three. Luther Perkins medverkade ett halvår före sin död vid inspelningen av det uppmärksammade albumet At Folsom Prison. 